# Philipp Schlarb
Philipp Schlarb (* 1802 in Meddersheim im Landkreis Bad Kreuznach; † 1880 ebenda) war ein deutscher Landwirt und Präsident des Landtags von Hessen-Homburg.

## Leben
Philipp Schlarb betrieb in seinem Heimatort eine Landwirtschaft und betätigte sich politisch. 
Er gehörte zu dem Personenkreis, der  Mitte der 1840er Jahre mit einer Petition an den Landgrafen den Erlass einer Verfassung durchsetzen wollte. Erst  nach der Märzrevolution 1848 erließ Landgraf Gustav ein vorläufiges Wahlgesetz, woraus sich später die Landesversammlung, das Parlament, entwickelte.
Schlarb wurde aus dem Wahlkreis 3 (Meddersheim, Kirschroth, Bärweiler) in das Parlament gewählt, wo er Mitglied des Kommunalausschusses war.